# Arthur Ecrément
Arthur Ecrément (29 juin 1876-23 juin 1958) est un notaire et homme politique fédéral du Québec.

## Biographie
Né à Saint-Gabriel-de-Brandon dans la région de Lanaudière, Arthur Ecrément exerça son métier de notaire avant d'entamer sa carrière politique en devenant député du Parti libéral du Canada dans la circonscription de Berthier en 1908. Il sera défait en 1911 et à nouveau comme candidat libéral indépendant en 1917.